# ベンケイチュウ

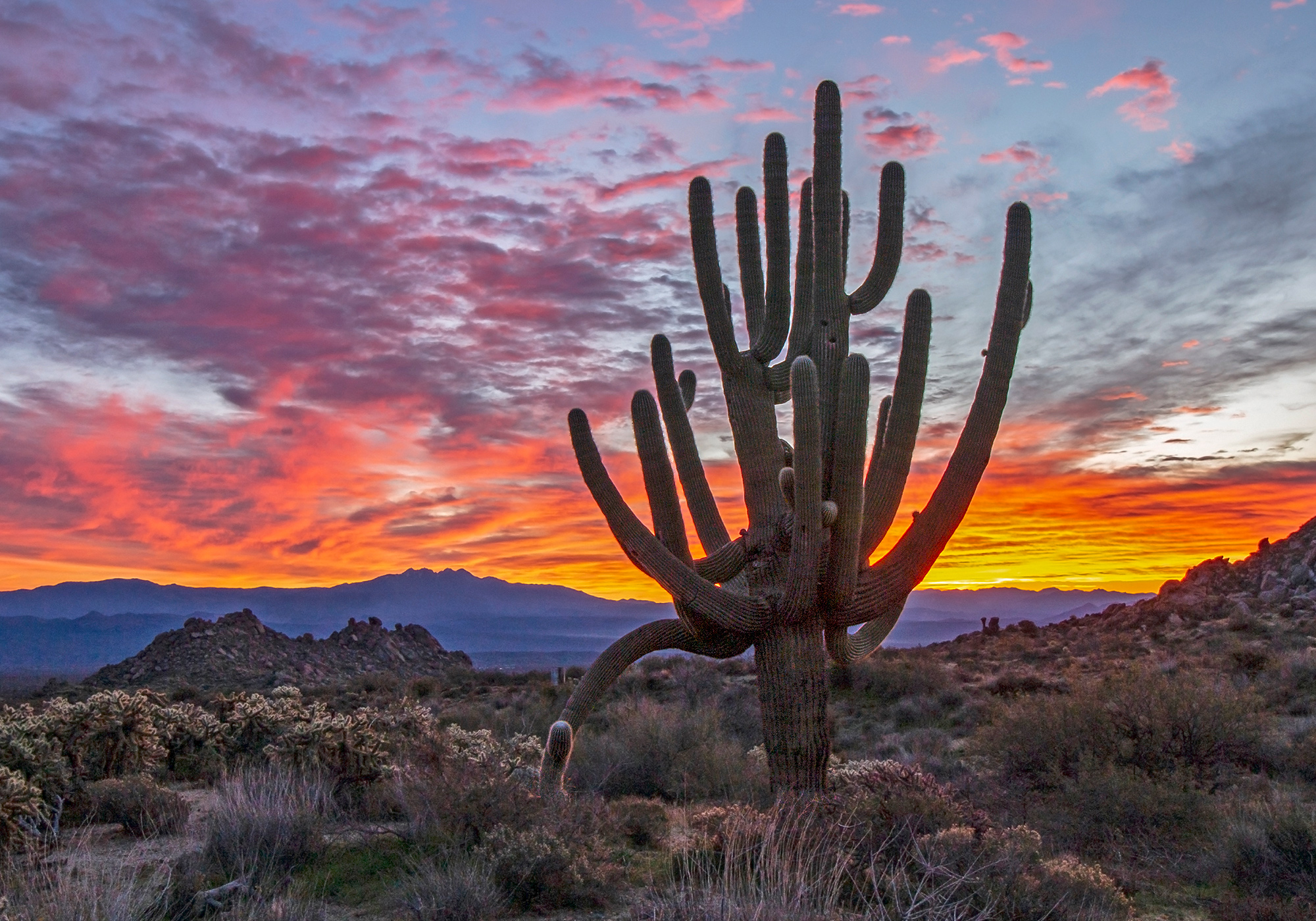
成長したベンケイチュウ

ベンケイチュウ（弁慶柱、学名：Carnegiea gigantea、英名：saguaro、[səˈ(ɡ)wɑːroʊ] sə-(G)WAH-roh）は、サボテン科の一種である。サワロ、サグアロ、サグワロ、サガァロ、サガロとも呼ばれる。カルネギア属 (学名：Carnegia)は単型。樹木状の巨大なサボテンで、高さは12 mを超える。アリゾナ州のソノラ砂漠、メキシコのソノラ州、カリフォルニア州のウィップル山脈とインペリアル郡が原産である。ベンケイチュウの花は、アリゾナ州の州の花に指定されている。学名はアンドリュー・カーネギーへの献名。1933年にはアリゾナ州ツーソン近郊のサワロ国立公園が、本種およびその生息地を保護するために、国立公園に指定された。

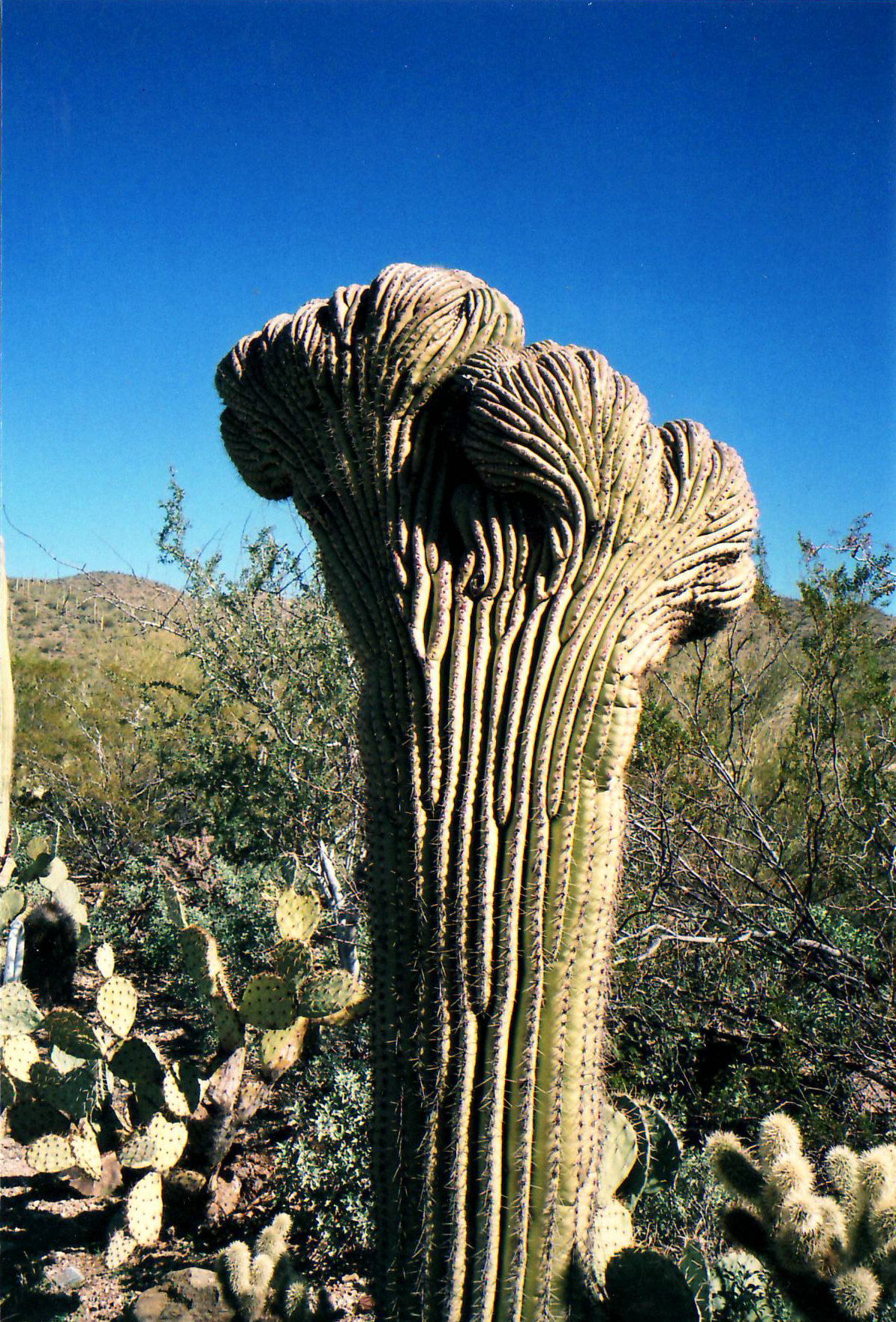
帯化したベンケイチュウ

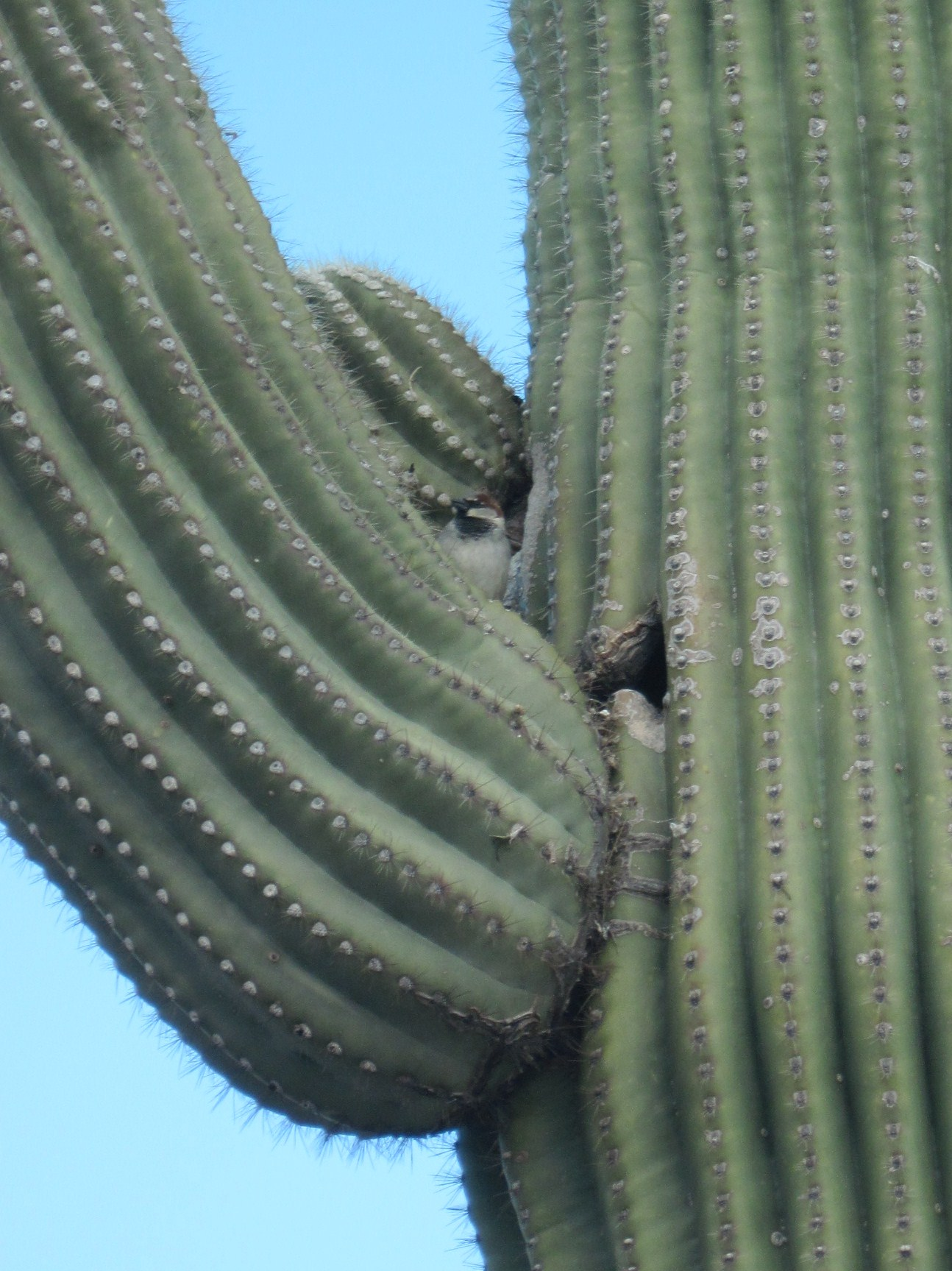
ベンケイチュウで営巣するイエスズメ

ベンケイチュウの寿命は比較的長く、150年を超えることも珍しくない。75 - 100 年ほどで最初の枝(腕とも呼ばれる)が生えることもあるが、枝が生えない場合もある。枝が生える理由は、先端に付く花や果実が増え、生殖能力が上がるためである。ベンケイチュウは大量の雨水を吸収して蓄えることができ、その結果目に見えて大きくなり、必要に応じて蓄えた水をゆっくりと使用する。この特性により、ベンケイチュウは干ばつ期でも生き残ることができる。ベンケイチュウはキーストーン種であり、多数の種に食物と生息地を提供している。
ベンケイチュウは何千年もの間、人類の食料や住居のための資源となってきた。その甘く赤い果実は、トホノ・オオダムやアキメル・オオダムなどの先住民によって、シロップに加工されている。その葉脈は、木材の少ない砂漠における建築資材として使われる。ベンケイチュウは、メキシコやアリゾナの文化、そしてアメリカ南西部の映画によく現れる。

## 形態
ベンケイチュウは、顕著な枝を伸ばす円柱状のサボテンである。1本のベンケイチュウに50本以上の枝が生えることがあり、最大で78本という記録がある。高さ3 - 16 m、直径75 cmまで成長する。成長は遅く、通常は150年から200年生きる。米国最大のサボテンである。

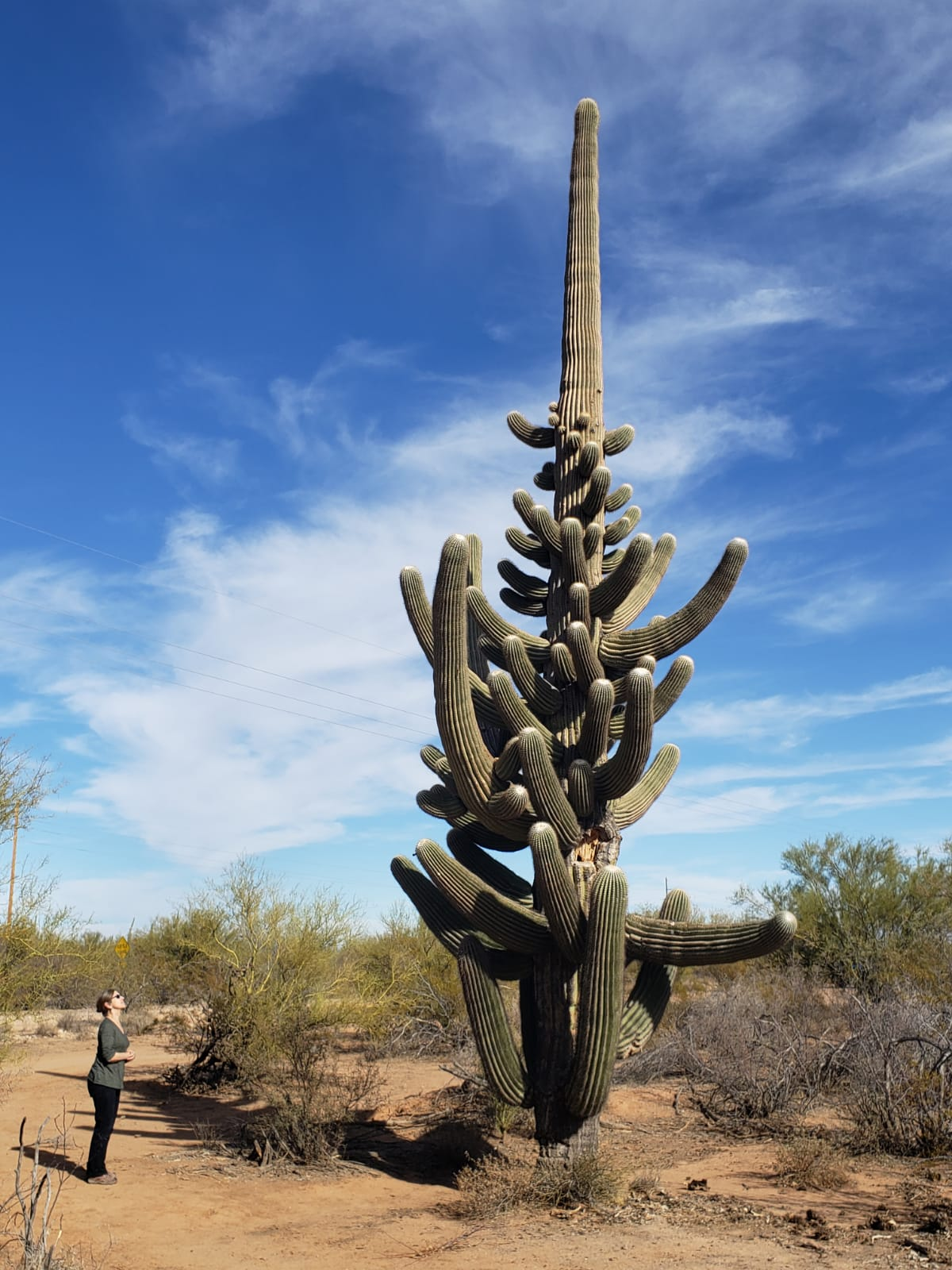
人間の女性と比較したベンケイチュウ。アリゾナ州にて撮影

ベンケイチュウの成長速度は降水量に大きく左右され、乾燥したアリゾナ州西部では、成長速度はツーソン周辺の半分である。種子からゆっくりと成長し、2年後でも高さは6.4 mmである。挿し木が根付くことはめったになく、根付いたとしても初期段階の成長を経ないため、見た目は通常と異なる。現存する米国最大のベンケイチュウは、アリゾナ州マリコパ郡にある、高さ13.8 m、茎囲3.1 mの株である。推定樹齢は200年で、2005年の大規模な山火事でも被害を免れた。これまで測定された中で最も背の高いベンケイチュウは、アリゾナ州ケイブクリーク近郊で発見された枝の無い株である。1986年に暴風雨で倒れるまで、高さは23.8 mあった。ベンケイチュウは多肉植物であり、大量の水を蓄えることができる。多雨により十分に水分を補給すると、重さは1,500 - 2,200 kgになる。
| 高さ(m) | 年齢(年) |
| ------- | -------- |
| 0.15    | 9        |
| 0.30    | 13       |
| 1.5     | 27       |
| 3.0     | 41       |
| 6.1     | 83       |
| 7.6     | 107      |
| 9.1     | 131      |
| 10.7    | 157      |

ベンケイチュウは非常に大きな根を持ち、その長さは30 mにも及び、主根は最長1 mの深さに達する。ベンケイチュウが高さ1 mに達するまでに、20年から50年かかることがある。気孔の孔辺細胞と髄質細胞は150年も生き、生物の細胞の中でも特に寿命が長い。CAM型光合成を行うCAM植物であり、夜間のみ蒸散する。これにより日中の水分損失を最小限に抑えており、水利用効率は高い。
枝が無いベンケイチュウは「spear(槍)」と呼ばれる。「cristate saguaro(トサカのあるベンケイチュウ)」と呼ばれる珍しい形態がある。約10,000本に1本の割合で見られると考えられており、合計で2,743本が記録されている。これは帯化によって引き起こされ、ベンケイチュウの上部または枝の上部に沿って異常な継ぎ目を形成する。

### 稜

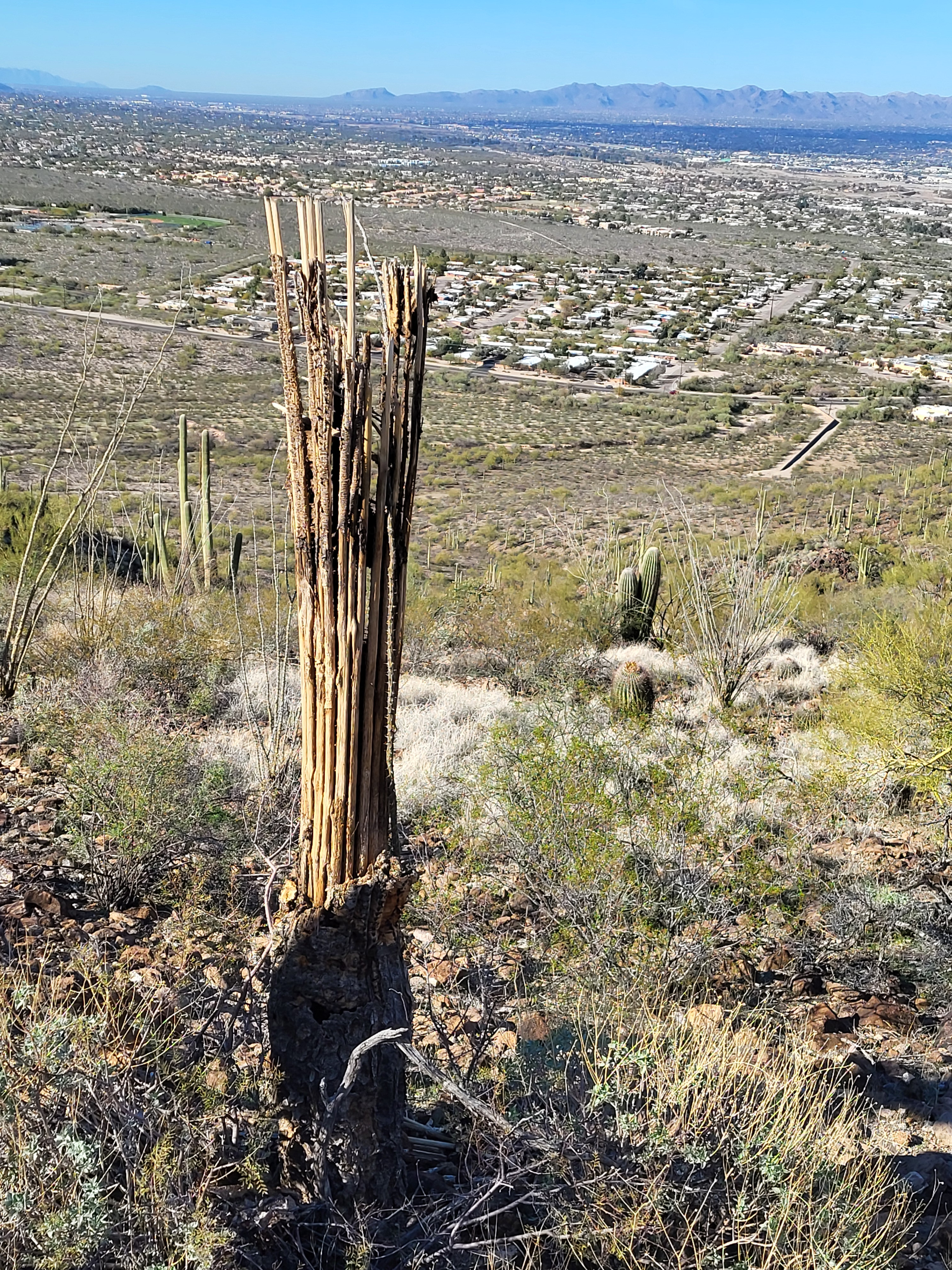
稜が2mあるベンケイチュウ

ベンケイチュウの内部には、多くの「稜」が骨格のようなものを形成しており、個々の稜はサボテン自体と同じ長さで、直径は最大数センチである。稜自体も比較的密度が高く、乾燥した稜の固体密度は約430 kg/m3である。そのため、稜は先住民に建築材料として重宝されていた。枯れたベンケイチュウの稜はアリゾナ州の法律で保護されていないが、アリゾナ州農業局は、サボテンの残骸が砂漠の土壌の肥沃さを維持する上で重要であるため、それらを収穫する前に書面による許可が必要な場合について議論するメモを発表した。稜の構成は広葉樹と似ている:326。

### 棘

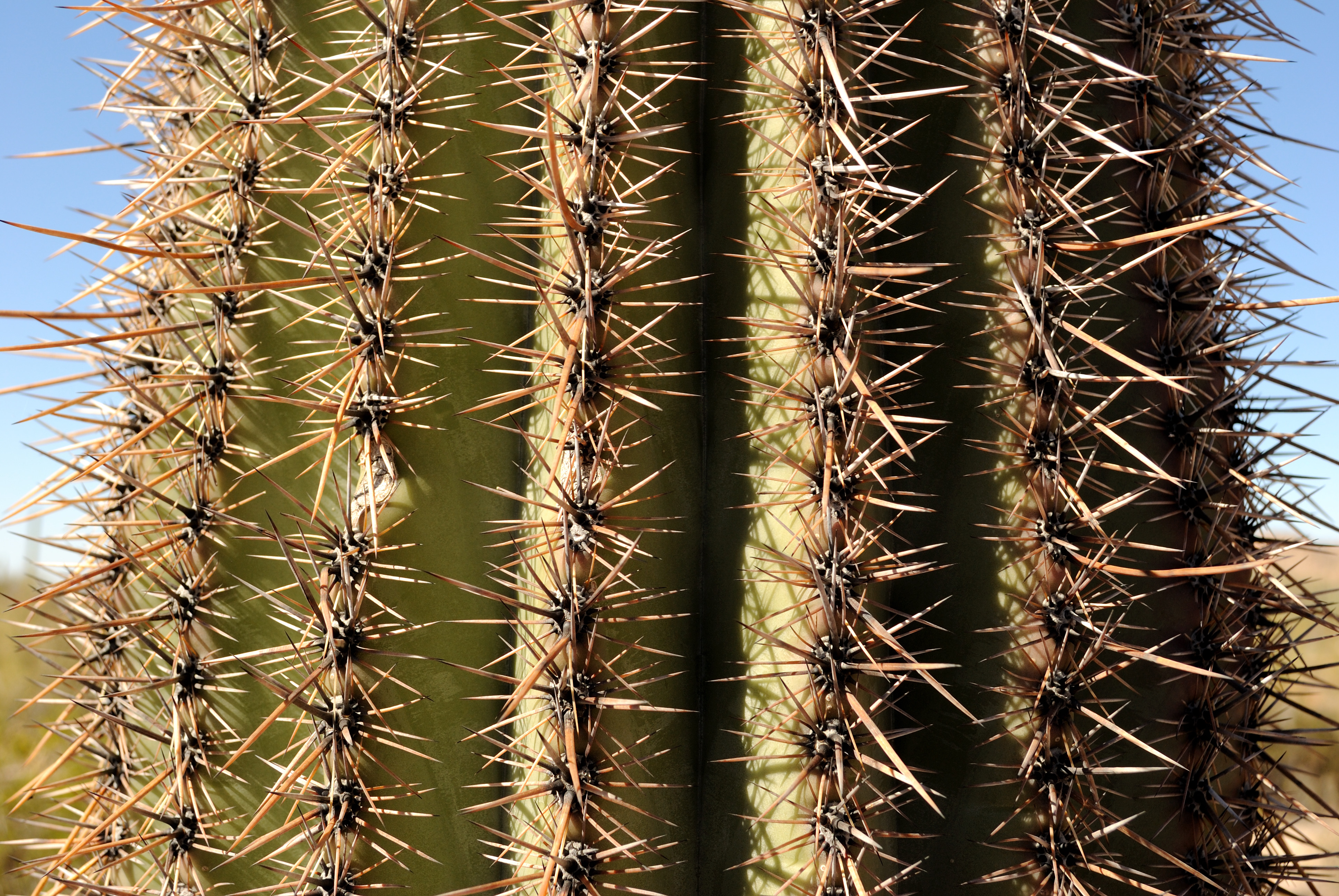
棘

ベンケイチュウの棘は非常に鋭く、長さは7 cmに達し、1日で最大1 mm成長する。光にかざしたときや、切断したときには、棘の長軸を横切る明るい帯と暗い帯が交互に見える。これらの帯は、日々の成長と相関している。円柱状のサボテンでは、棘はほとんどの場合、頂点から始まる刺座に成長する。棘は最初の季節で成長を停止する。刺座は横に移動し、頂点は上向きに成長し続ける。つまり、基部に向かうほど古く、新しい棘は頂点の近くにある。棘の組織内の炭素および酸素同位体比と、気候および光合成との関係を調べる研究がある。
棘は動物に重大な傷を与える可能性がある。ある論文では、オオツノヒツジがベンケイチュウと衝突した後、その棘が頭蓋骨を貫通したと報告されている。棘は鋼鉄の針と同じくらい鋭く、強度もほぼ同等であるため、人間も重傷を負う可能性がある。棘は返しが無いため、軽く刺さった棘は簡単に取り除くことができるが、かなり長いため、複雑な怪我を負う可能性がある。棘は深く刺さることがあり、折れると組織の深部に破片が残り、取り除くのが困難となる場合がある。完全に埋め込まれた棘も、取り除くのが困難である。サボテンの棘は無菌であるため、一般的にこのような怪我で感染症が発生することは無い。しかし、棘が埋め込まれたままになると、炎症性肉芽腫を引き起こす可能性がある。

### 花

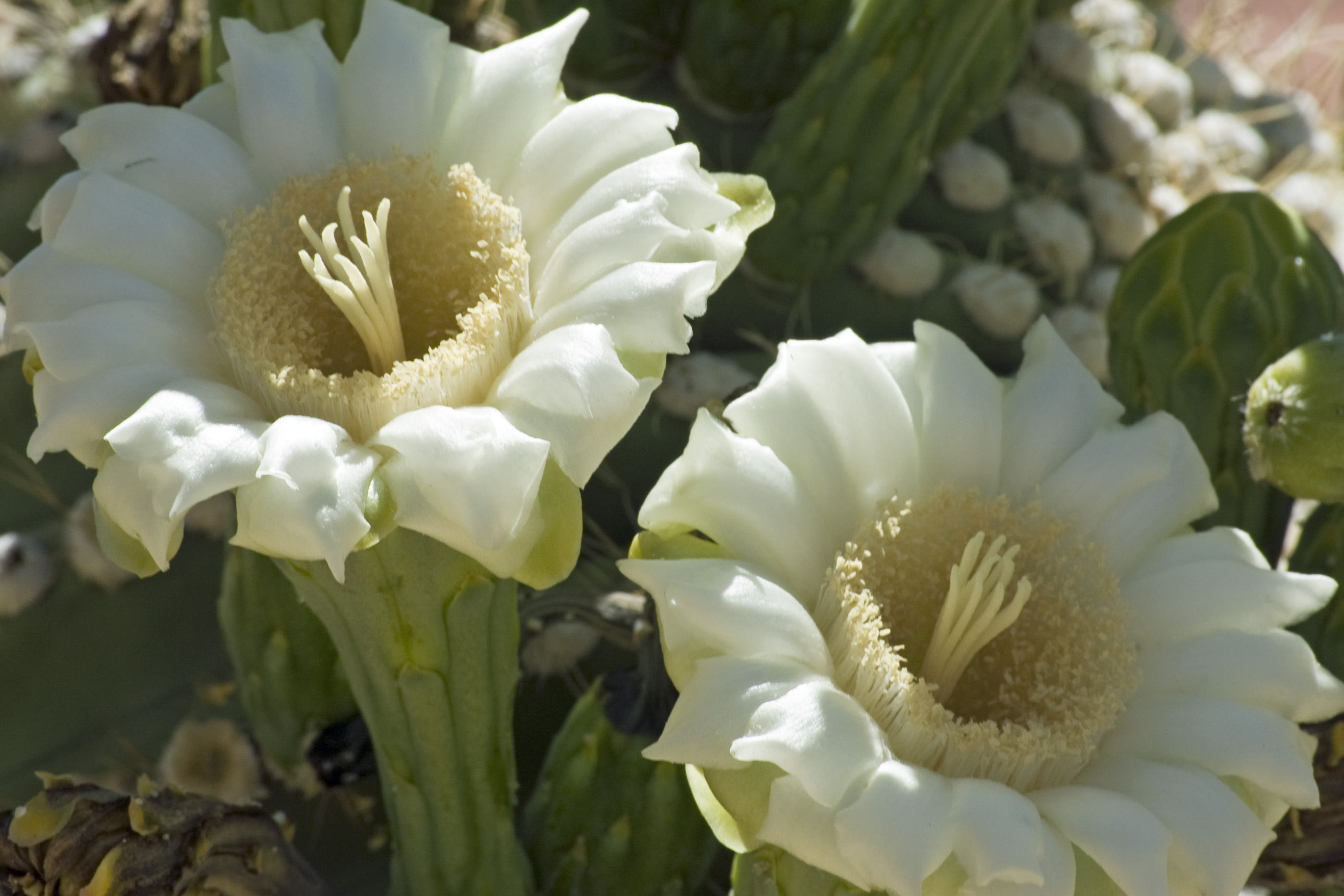
ベンケイチュウの花

白色の蝋質の花が、4月から6月にかけて咲く。日没後かなり経ってから開き、午後半ばに閉じる。花は日の出後も蜜を作り続ける。花は自家不和合性であるため、他家受粉が必要となる。胚珠が多数存在するため、完全な受粉には大量の花粉が必要となる。この花粉は極めて多数の雄しべによって生産され、1つの花に3,482個の雄しべがあった事例もある。十分に受粉した果実には、数千個の小さな種子が含まれる。
様々な生物が受粉を助ける。主な送粉者はミツバチ、コウモリ、ハジロバトである。ほとんどの研究において、昼行性の送粉者が夜行性の送粉者よりも関わりが大きいことが示され、ミツバチが最も大きな役割を占めていた。他の昼行性の送粉者を調べた研究によると、コスタハチドリ、ノドグロハチドリ、アカハシハチドリ、ムナグロムクドリモドキ、セグロムクドリモドキ、サバクシマセゲラ、ミナミハシボソキツツキ、アメリカツリスガラなどの鳥類が挙げられる。
主な夜行性送粉者はレッサーハナナガコウモリである。ベンケイチュウの花にはコウモリによる送粉に適した特徴がある。夜間に開く花、夜間に成熟する花粉、非常に豊富な蜜、地面から高い位置にあり、コウモリの体重に耐えられる丈夫な花、夜間に発される香りなどがある。花に爪痕が残っていれば、コウモリによる受粉が行われたことが分かる。
花は長さ8.6 - 12.4 cmに成長し、開花時間は24時間未満である。花は茎の上部と腕の先端にのみ形成されるため、多数の腕を成長させることは繁殖上有利である。花は順番に開花し、1ヶ月続く開花期間中に平均して1日4つの花が開く。アリゾナ州南部では、ベンケイチュウは5月3日頃に開花し始め、6月4日にピークを迎える。コウモリの個体数の減少により、日中に花が開くことが多くなり、他の送粉者に有利になっている。

### 果実

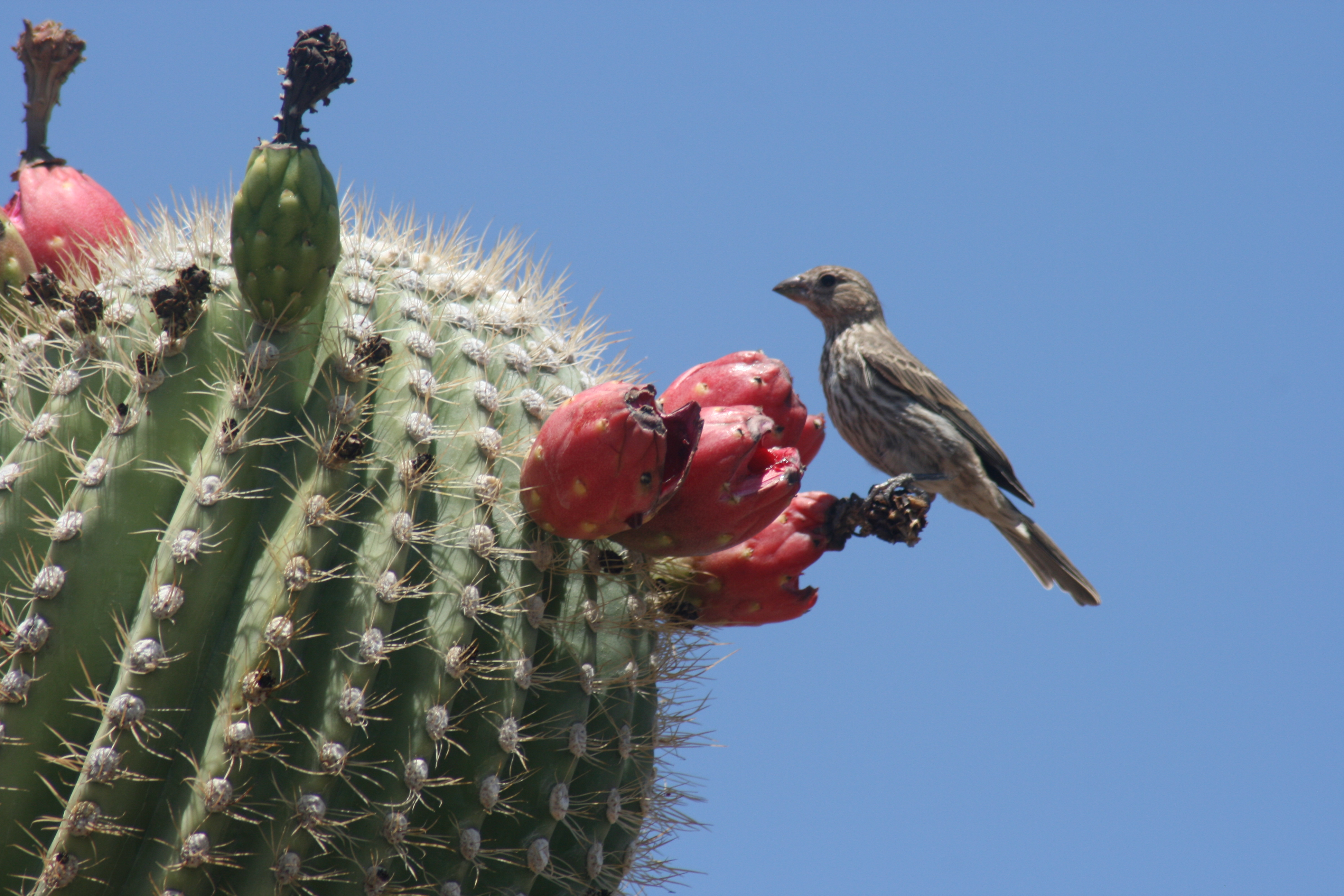
ベンケイチュウの果実に泊まるメキシコマシコ

果実はルビーレッドで、大きさは6 - 9 cm。6月に熟し、それぞれに約2,000個の種子と、甘い肉質の結合組織が含まれている。
果実は手の届かないところにあることが多いため、長さ4.5 - 9メートル mの棒（2 - 3本のベンケイチュウの稜で作られている）を使って収穫する。棒の先端にはベンケイチュウの稜、Senegalia greggii、またはチャパラルが取り付けられている。この棒は果実を引っ掛けたり、叩き落としたりするために使用される。
ベンケイチュウの種子は小さく、寿命が短い。発芽は容易だが、捕食や水分不足のため、発芽率は約1%である。種子が発芽するまでに12 - 14ヶ月かかり、この期間に水分が不足すると、生存率が大幅に低下する。低木の存在は、ベンケイチュウの生存に極めて重要である。Parkinsonia microphylla と Ambrosia deltoidea は、重要な低木種である。これらは気温の極端な変化を調節し、土壌の栄養分を増やし、蒸散量を減らすなどの働きをする。低木は夏の最高気温を18 °Cも下げるが、冬の最低気温を上げる働きの方が重要である。冬には長期にわたる霜が、ベンケイチュウの生息範囲を制限する。南西部のアメリカ先住民は、ベンケイチュウの種子を挽いてパンを作っていた。

### ゲノム
ベンケイチュウのゲノムは約10億塩基対の長さである。配列決定により、ベンケイチュウの葉緑体のゲノムは、非寄生性の顕花植物の中で最小であることが分かった。食虫植物の Genlisea や寄生植物のネナシカズラ属など、いくつかの高度に特殊化した植物と同様に、ベンケイチュウはNADPHデヒドロゲナーゼの生成をコードする遺伝子を失っているが、それらの分類群とは異なり、完全な独立栄養性を維持している。またベンケイチュウは、遺伝子喪失の規模と完全性で注目に値する。基本的に色素体には11個のNDH遺伝子の痕跡は残っていない。遺伝子は核DNAとミトコンドリアDNAに複製されたが、それらのコピーは機能していない。非常に重要な遺伝子の有効なコピーがない状態で、どのように高ストレス環境で繁栄しているのかは不明だが、NDH遺伝子の機能が別の経路によって引き継がれている可能性がある。

## 分類
ベンケイチュウは、単型分類群であるカルネギア属の唯一の種である。1848年にウィリアム・H・エモリーによって、ガズデン購入以前の米国とメキシコの国境沿いの調査中に記載された。この記載に基づき、サボテンの専門家であるジョージ・エンゲルマンは、1859年に出版された米国とメキシコの国境調査の作業中に、この種を正式に命名した。ナサニエル・ロード・ブリトンとジョセフ・ネルソン・ローズによるサボテンに関する研究である「The Cactaceae」でも扱われた。
ベンケイチュウがどの連に属するかは分類学上の論争の的となっている。2010年に行われたサボテン科の分子解析では、Echinocereeaeに分類されている。GRINでもEchinocereeaeに分類されている。属名は実業家で慈善家のアンドリュー・カーネギーに敬意を表して名付けられた。種小名の gigantea はその大きさに由来する。

## 分布と生息地

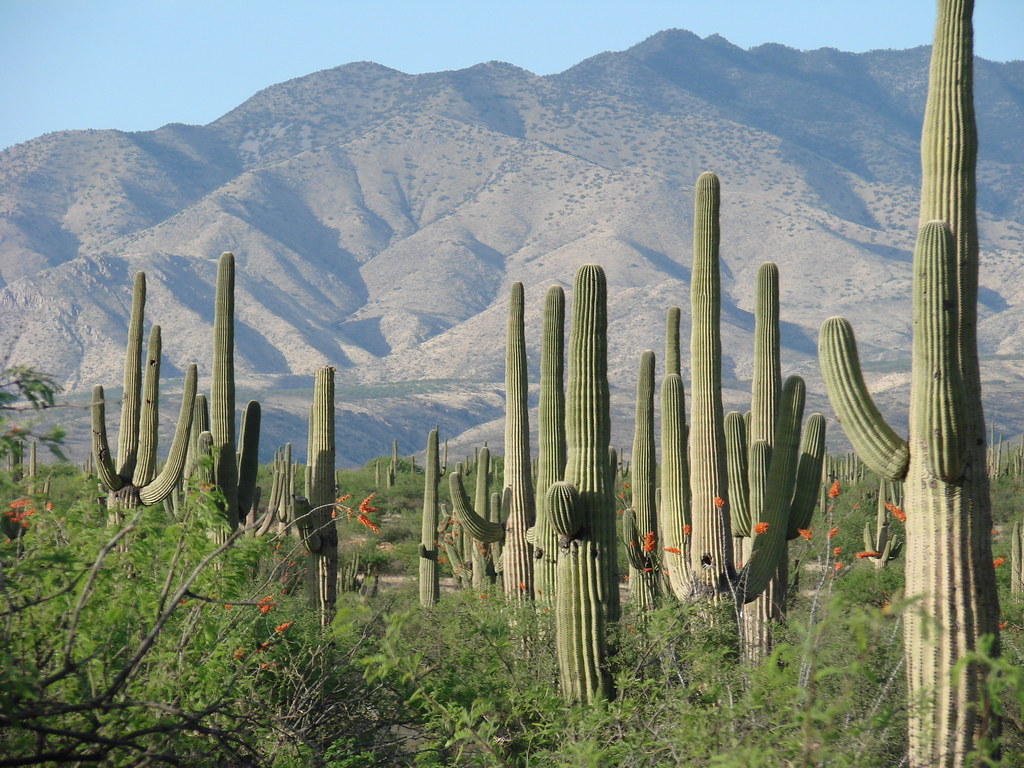
ソノラ州に自生するベンケイチュウ

ベンケイチュウはソノラ砂漠の固有種で、主にメキシコのソノラ州西部と米国のアリゾナ州西部に生息する。カリフォルニア州南東部には、野生個体が30本しか生育していない。標高は生息環境を制限する要因であり、長期にわたる霜や低温に弱い。ネバダ州、ニューメキシコ州、テキサス州、コロラド州、ユタ州、アリゾナ州北部の高地砂漠では、野生のベンケイチュウは確認されていない。生息域の北限はアリゾナ州のワラパイ山脈である。アメリカ大陸で最も北に分布する柱サボテンである:320。

## 生態
ベンケイチュウはキーストーン種であり、何百種もの生物に食料、住居、安全地帯を提供している。ベンケイチュウの生涯のあらゆる段階で、多数の生物と関わりがある。
ベンケイチュウの大量の花粉、蜜、果実は、野生動物の食料となる。果実と種子はハジロバトやアリに食べられる。ハジロバトは重要な送粉者であり、他のどの鳥よりも頻繁に花を訪れる。砂漠のハジロバトの場合、食事の60％以上がベンケイチュウである。ハトの繁殖周期はベンケイチュウの開花周期と一致する。
生物の住処ともなっており、サバクシマセゲラとミナミハシボソキツツキはサボテンに穴を開けて巣を作り、後にその巣はサボテンフクロウ、ムラサキツバメ、メキシコマシコなどの他の鳥によって使用される。ミナミハシボソキツツキはサバクシマセゲラに比べて、茎の高い位置に大きな穴を掘る。その結果生じる巣穴は深く、外からは完全に見えなくなる。ベンケイチュウは傷口にカルスを形成する。ベンケイチュウが死んで柔らかい肉が腐ると、カルスは巣穴の形に残るため、原住民はそれを水筒などに使用した。
サバクシマセゲラは古い巣穴を再利用するのではなく、毎年新しい巣穴を作るため、サボテンフクロウ、タイランチョウ科、ミソサザイ科などの他の鳥に都合の良い巣穴を残す。近年、早期に繁殖する攻撃的な鳥が巣を手に入れ、後に繁殖して巣を作るサボテンフクロウに損害を与えている。2020年には、1937年以来初めてハクトウワシがベンケイチュウに巣を作っているのが発見された。

## 保全

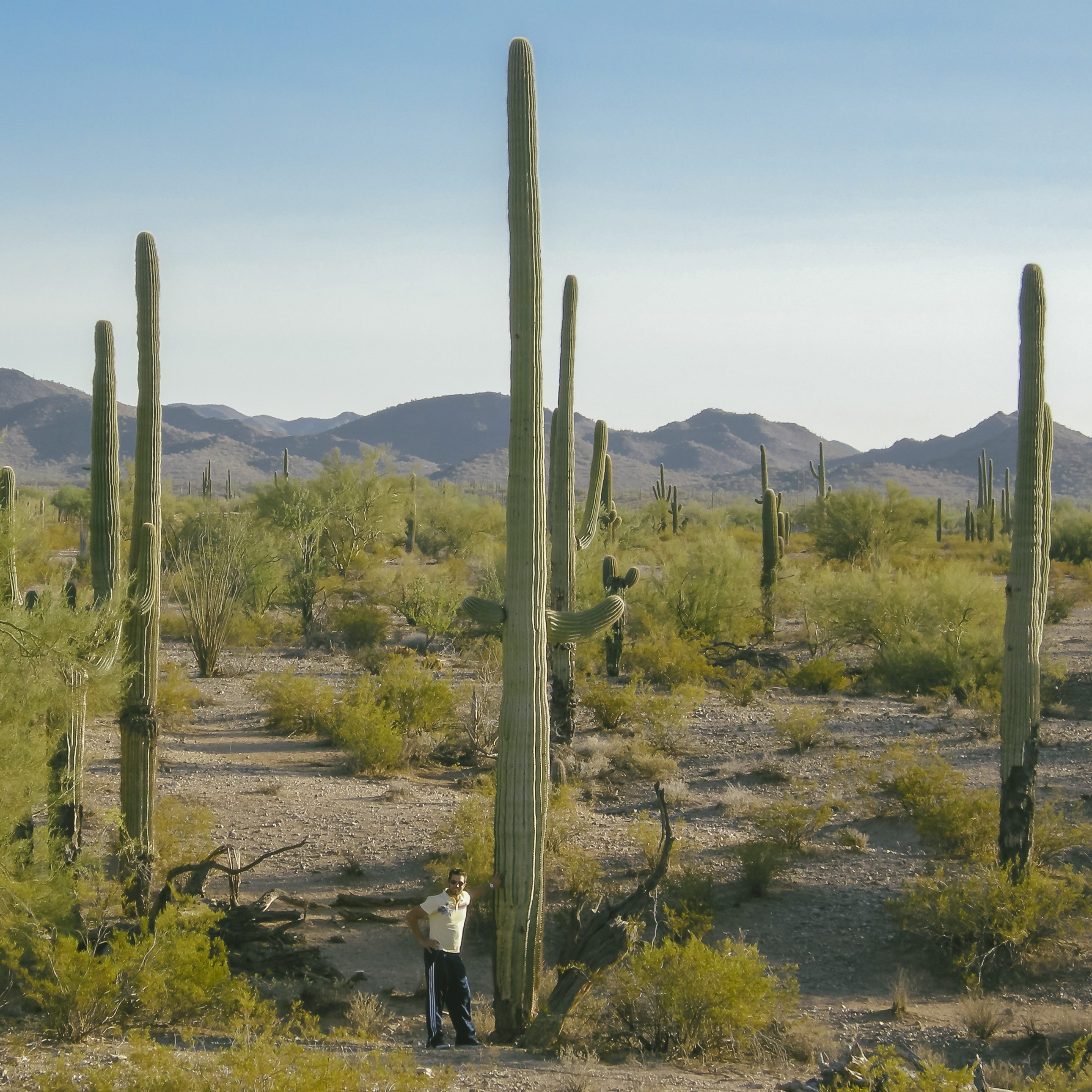
身長180 cmの男性とベンケイチュウの比較、サワロ国立公園にて

アリゾナ州では、ベンケイチュウを撃つなど、ベンケイチュウを傷つけたり破壊したりすることは州法で違法である。住宅や高速道路を建設する場合、影響を受けたベンケイチュウを移動または破壊するには特別な許可を得る必要がある。これには例外があり、例えば、4ヘクタール以下の土地を所有し、すでに最初の建設が行われている私有地所有者は、その土地からベンケイチュウを取り除くことができる。この措置は、サボテンが嵐で倒れたり、その場所が家の増築の邪魔になったり、人間にとって潜在的な危険になったりする場合によく行われる。
1982年には、ベンケイチュウにより男性が死亡した。彼はベンケイチュウを倒そうとして、撃ったり突いたりしていた。重さ230 kgのサボテンの枝が彼の上に落ち、彼の車ごと押しつぶした。サボテンの茎も彼の上に落ちた。オースチン・ラウンジ・リザーズは、この死について曲を書いた。
発表とは裏腹に、サボテンを伐採したことで25年の懲役刑を義務付ける法律はないが、これは第4級の重罪とみなされ、最大で3年9ヶ月の懲役刑が科される可能性がある。
ヒゲクリノイガやハリゲナタネなどの外来種は、火災の発生率を高めることで、ソノラ砂漠の生態系に重大な脅威を与えている。ヒゲクリノイガは密生し、水を巡ってベンケイチュウと競争する。また非常に燃えやすいが、根が深いため火災にも容易に耐える。ベンケイチュウは火災が頻繁に発生する環境に適応していない。ソノラ砂漠の生態系のほとんどは、火災から250年以上で完全に回復するのに対し、ヒゲクリノイガは2 - 3年で繁茂する。これにより、ソノラ砂漠の生態系が再形成され、ベンケイチュウの生存が脅かされている。
砂漠は特に気候の影響を受けやすいため、気候変動はベンケイチュウとその生態系を脅かす可能性がある。昼夜の温度上昇により水利用効率が低下し、干ばつ期に死亡する可能性が高まる。

## 利用

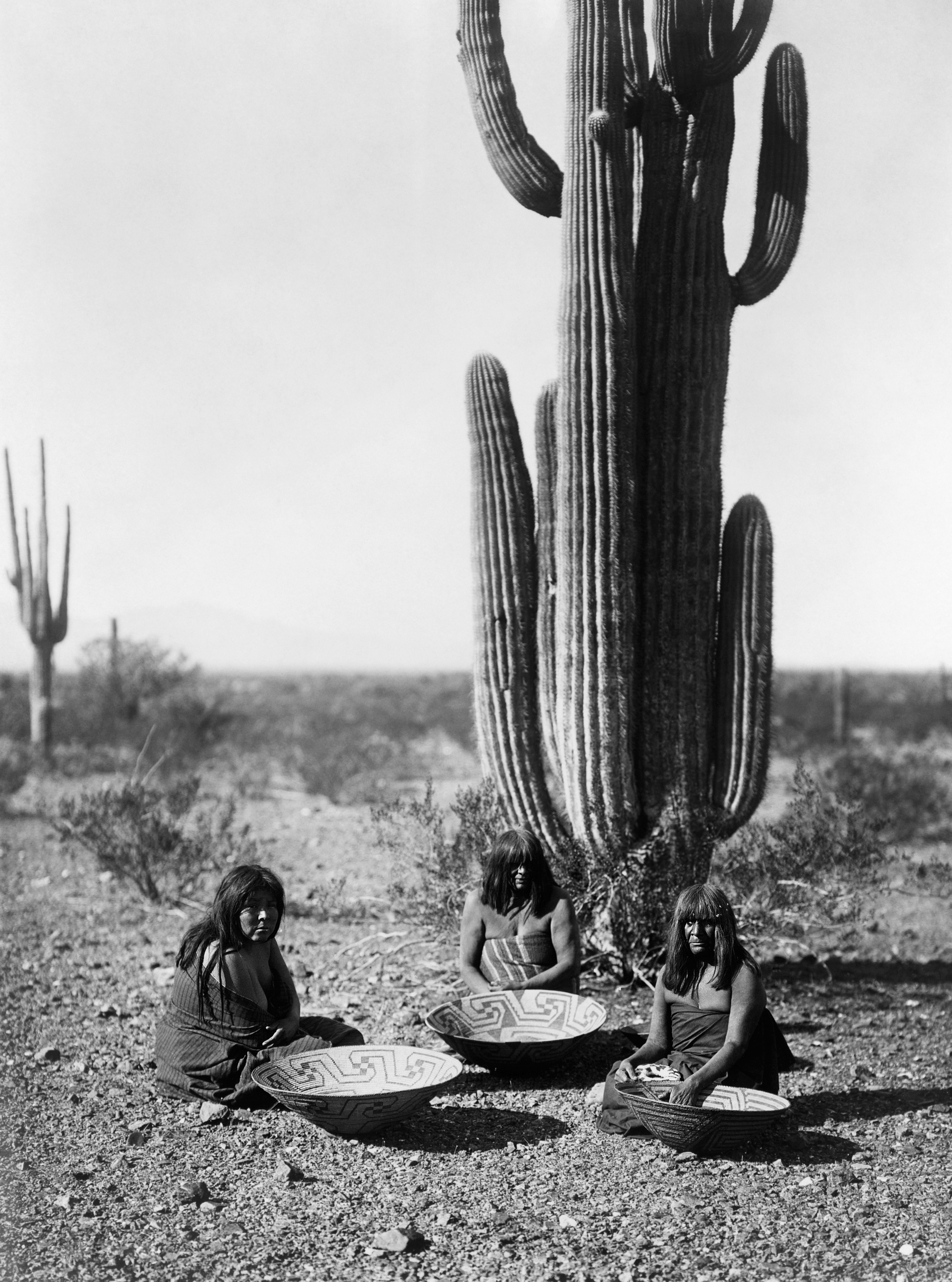
ベンケイチュウの身を集める先住民の女性

ベンケイチュウの効用は、トホノ・オーダム族、ピマ族、セリ族などにはよく知られており、彼らは今でもこの植物のほぼすべての部分を利用している。果実と種子は食用で、生でも乾燥でも消費され、ジャムや飲み物にされる。トホノ・オーダム族は長い棒を使って果実を収穫し、ジャムやシロップ、ワインなど様々な製品に加工する。彼らは6月に収穫を始め、約6 mの長さのベンケイチュウの稜を2本束ねて、収穫道具を作る。トホノ・オーダム族は、収穫したての果実を数時間煮詰めて濃いシロップを作るのが伝統的である。新鮮な果実は日持ちしないため、保存のため加工するのである。 4 kgの果実から約1 Lのシロップが採れる。大量の果実が収穫され、1929年の収穫では600世帯で45,000 kgが収穫された:324–326。収穫の終わりには、各世帯が少量のシロップを共同の貯蔵庫に寄付し、呪術師がそれを発酵させた。これは雨乞いの祭りのきっかけとなった。祭りでは物語が語られ、踊りや歌が行われる。各人がベンケイチュウのワインを少しずつ飲み、その結果生じる酩酊状態は神聖なものとされ、それがもたらす夢は不吉なものとみなされた:17–20。
種子は挽いて粉にしたり、生で食べたりするが、生の種子はほとんど消化されない。種子は油を搾るためにも使われる。また、皮なめしにもわずかに使われる。現代ではこれらの用途は衰退し、種子は主に鶏の飼料として使われている:324。死んだベンケイチュウの稜は、ネイティブアメリカンによって建築やその他の目的に使用された。トホノ・オーダム族は、柵や家具を作るために稜を使用する。また稜は家畜の飼料としても使用される。
カルネギン、ギガンチン、サルソリジンなどのさまざまなアルカロイドが含まれるため、茎は非常に苦く、水分補給には不向きである:323。ベンケイチュウの使用に関する記録は1540年から1542年にかけてのフランシスコ・バスケス・デ・コロナドの遠征にまで遡り、ワイン造りに使用されたことが記録されている:324。
古い鳥の巣は風雨に耐え、ネイティブアメリカンによって集められ、貯蔵容器として使われてきた。鳥が掘り出し、死んだベンケイチュウから採取した「サワロブーツ」は、ネイティブアメリカンによって水容器として使われてきた。ベンケイチュウは先住民の民間伝承や宗教によく登場する:320。

## 文化
アリゾナ州は1901年3月13日と1931年3月16日にベンケイチュウの花を州花とした。ベンケイチュウは、南西部の雰囲気を伝えるコマーシャルやロゴとしてよく使用される。テキサス州エルパソから400 km以内には自然に生息するベンケイチュウは見つからないが、オールドエルパソの製品のラベルにはそのシルエットが描かれている。西部劇ではかつてベンケイチュウをアリゾナ州のモニュメントバレーやニューメキシコ州、ユタ州、テキサス州に描いていた。

## 画像

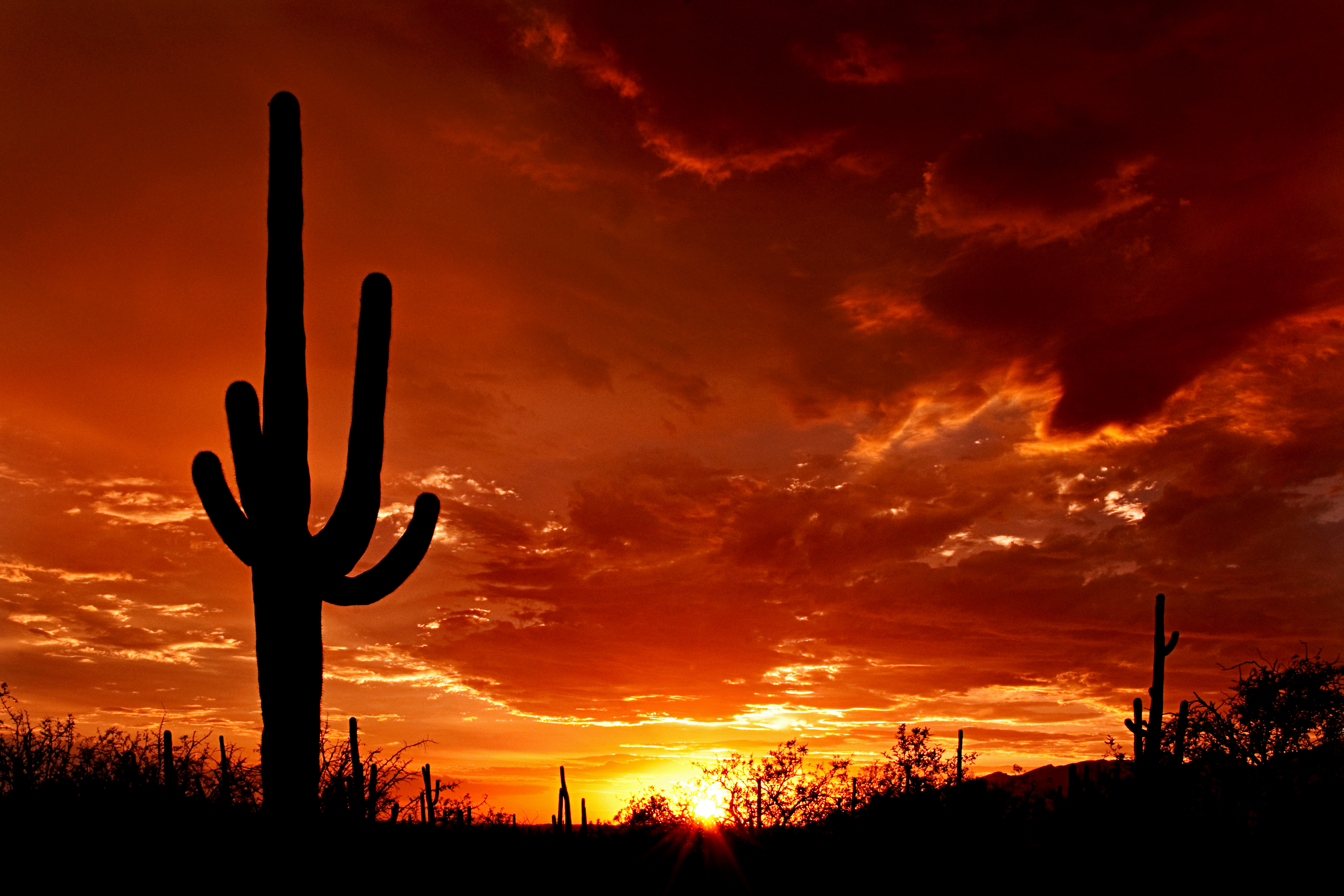
夕陽とベンケイチュウ
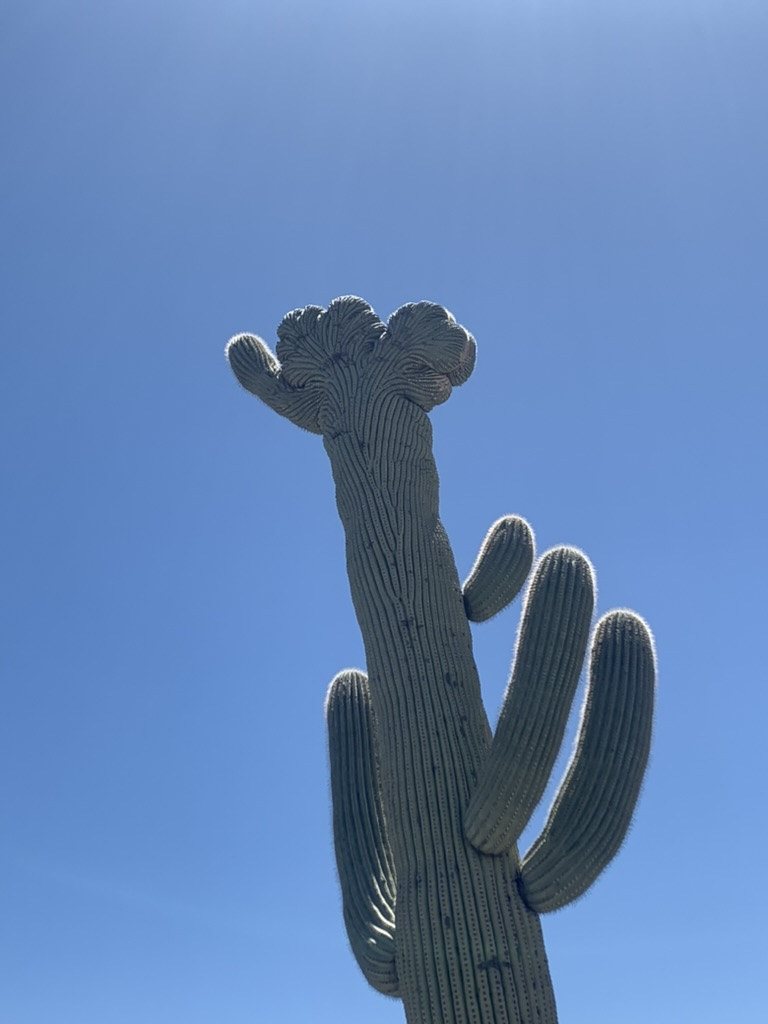
帯化したベンケイチュウ
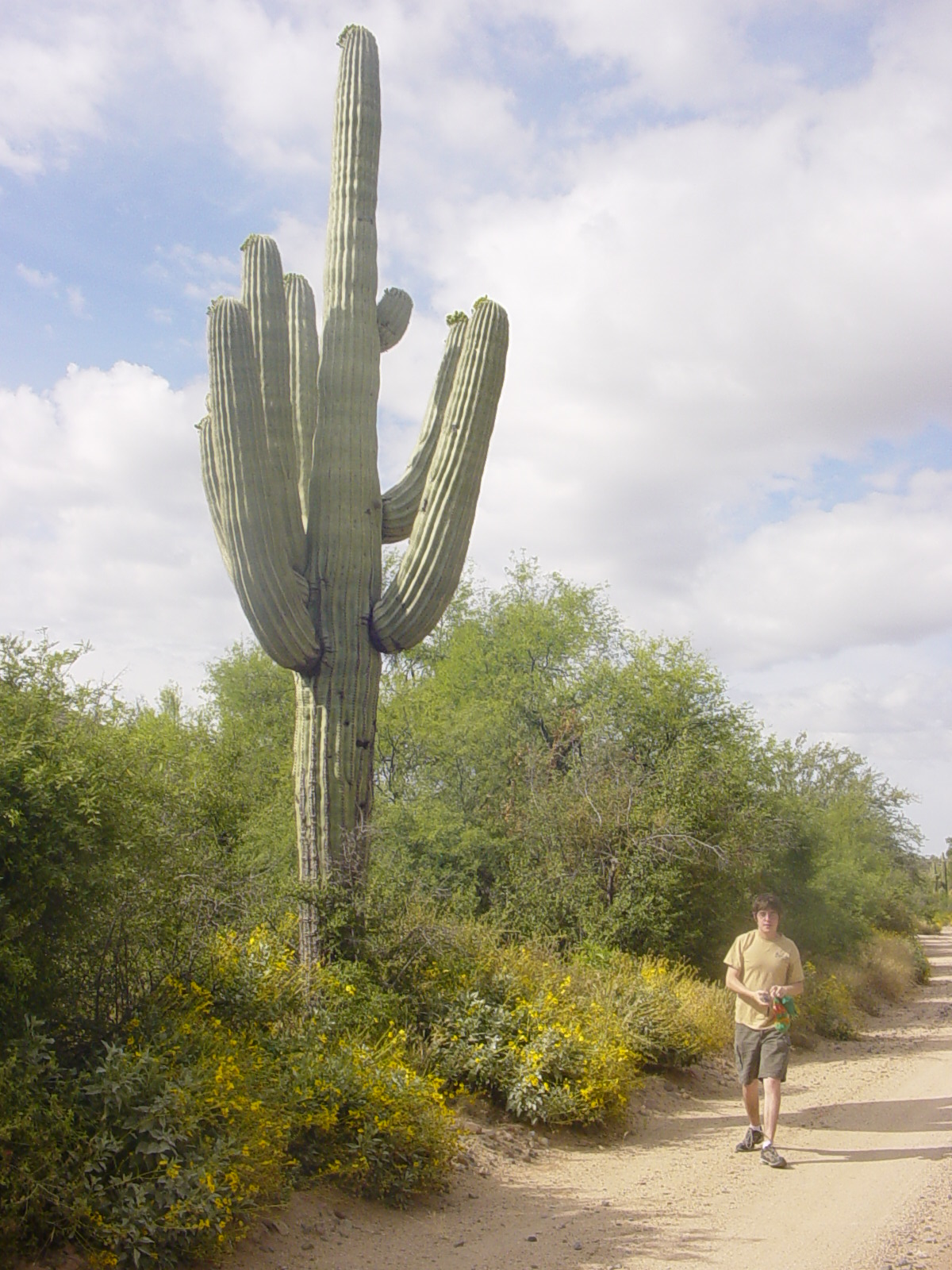
身長180cmの男性と比較
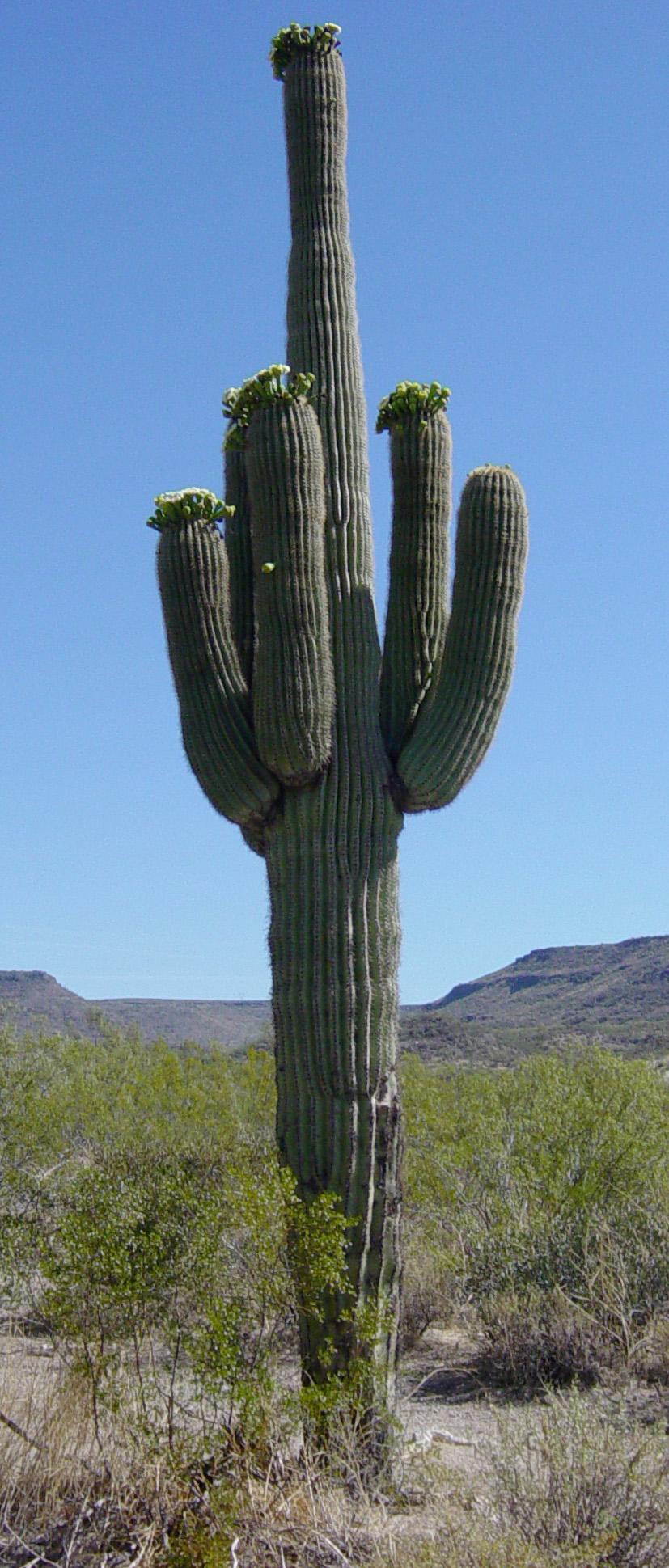
5つの腕と花
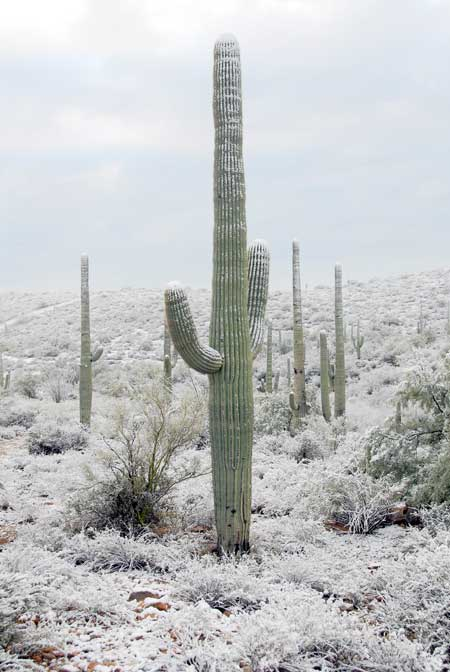
雪の積もったベンケイチュウ
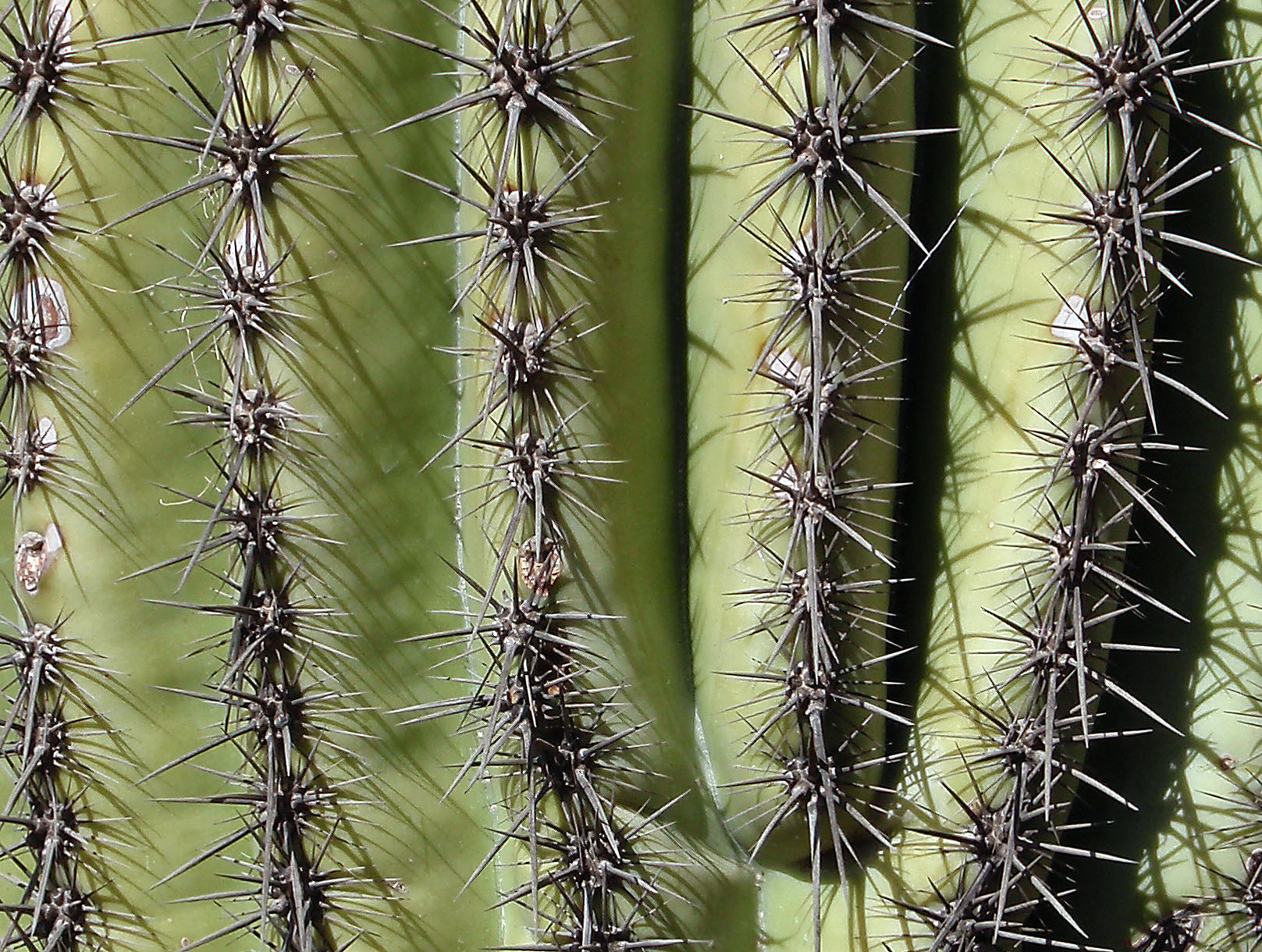
ベンケイチュウの針
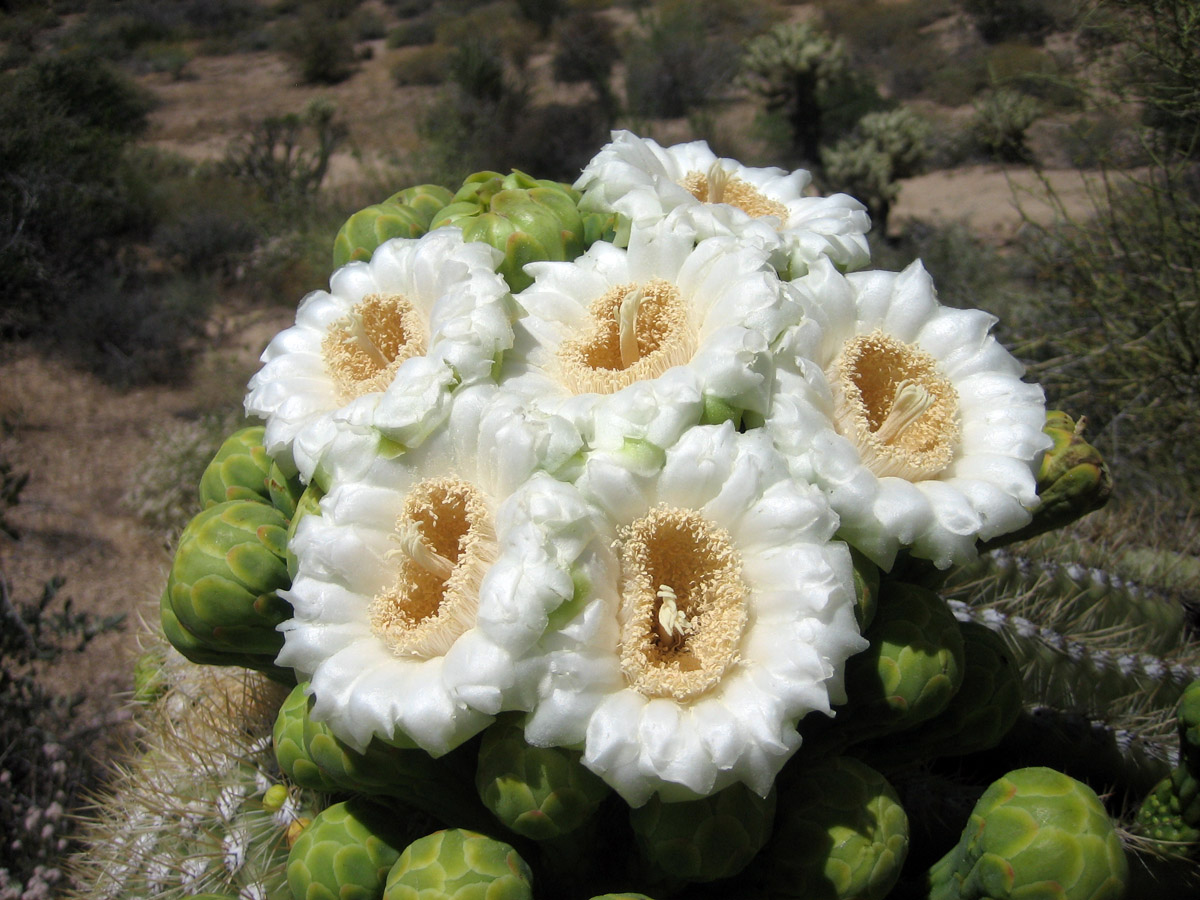
ベンケイチュウの花
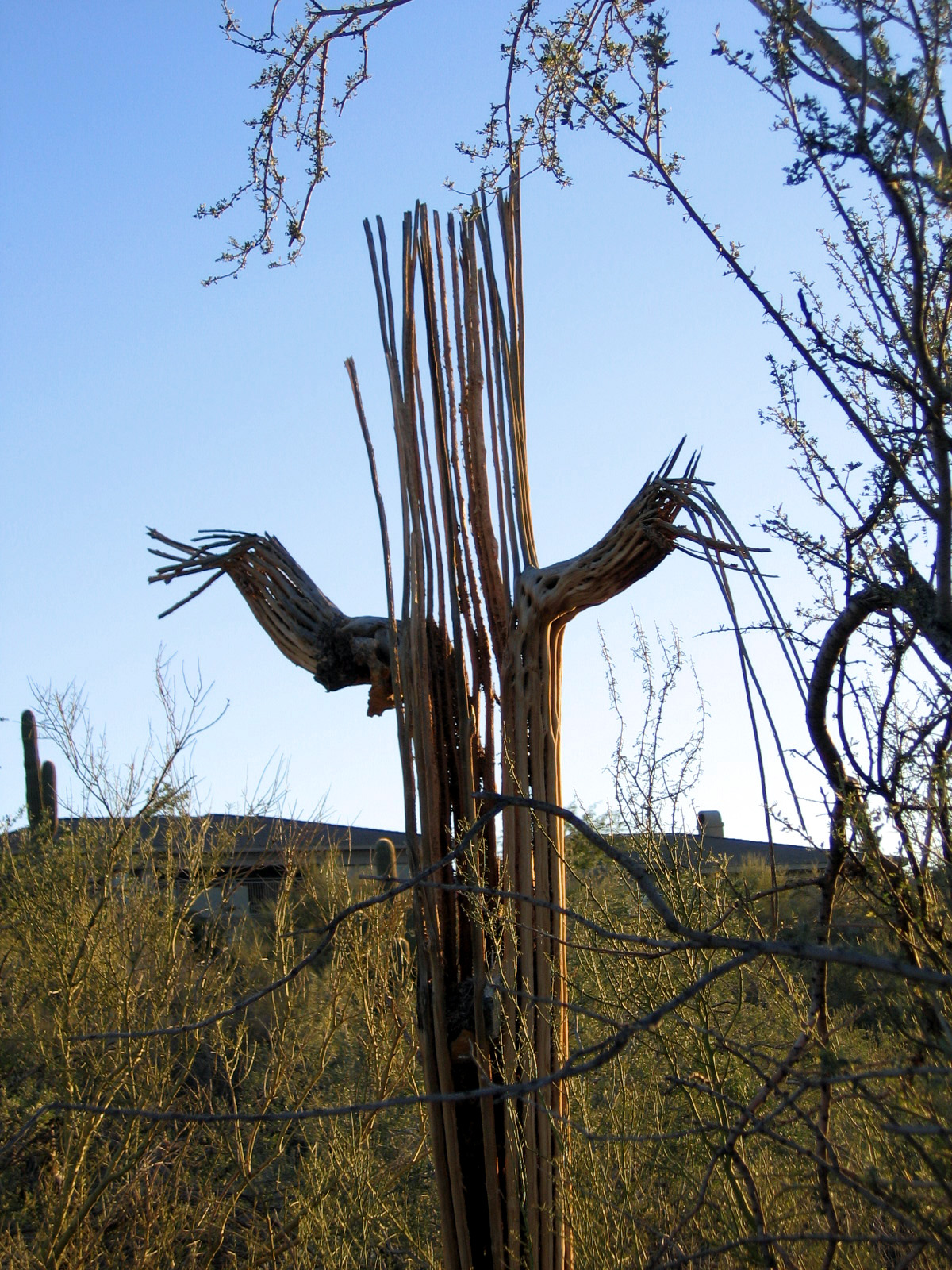
ベンケイチュウの稜
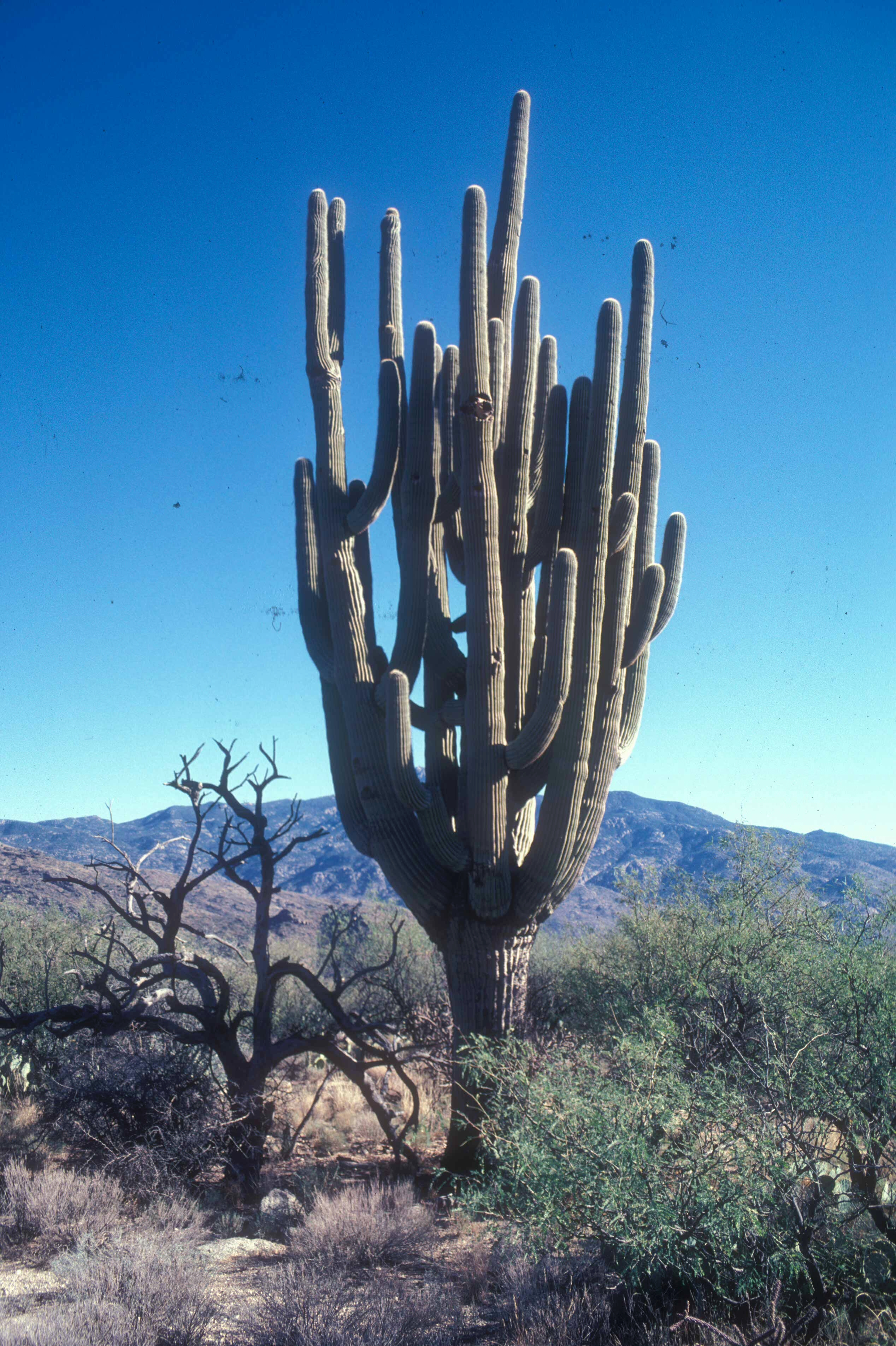
1990年代に倒れた最大のベンケイチュウ
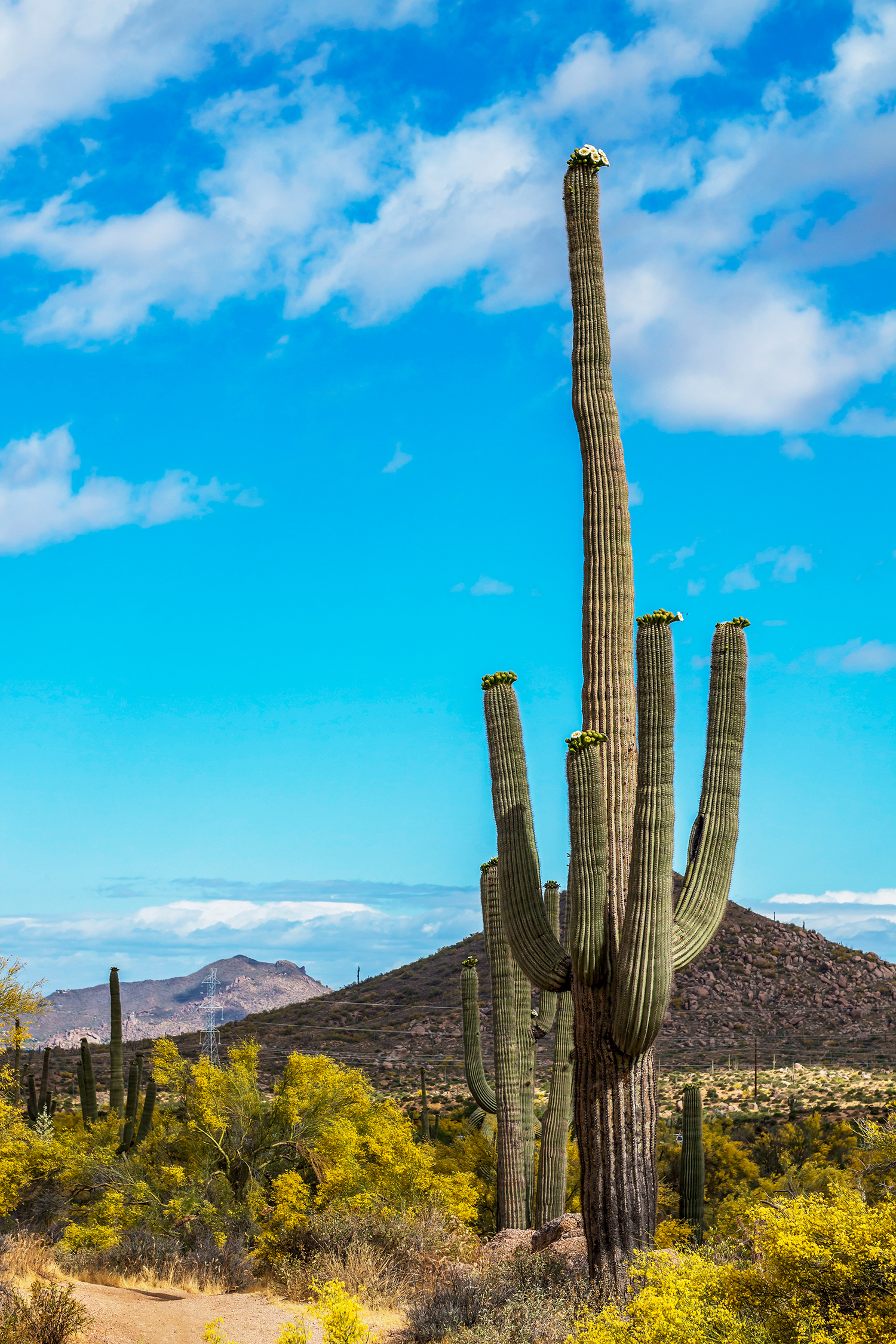
春に開花するベンケイチュウ